# Oszkár Szigeti
Oszkár Szigeti (Miskolc, 10 de setembro de 1933 - 6 de maio de 1983) foi um futebolista húngaro, que atuava como defensor.

## Carreira
Sándor Mátrai fez parte do elenco da Seleção Húngara de Futebol na Copa do Mundo de 1958.

## Ligações Externas
- Perfil em Fifa.com (em inglês)